# ريسا نيغاكي

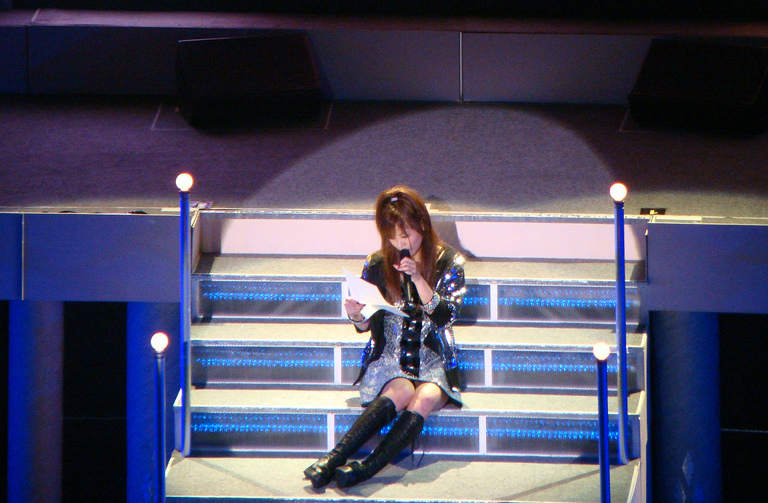
ريسا نيغاكي

ريسا نيغاكي مغنية يابانية ولدت في 20 أكتوبر 1988 في كاناغاوا، اليابان.
بدأت مشوارها الفني بالغناء عام 2001 وحققت شهرة كبيرة خلال بعض أغاني البوب الذي قدمتها.

## روابط خارجية
- ريسا نيغاكي على موقع IMDb (الإنجليزية)
- ريسا نيغاكي على موقع ميوزك برينز (الإنجليزية)
- ريسا نيغاكي على موقع ديسكوغز (الإنجليزية)
- ريسا نيغاكي على موقع قاعدة بيانات الفيلم (الإنجليزية)